# Janina Lewandowska (polonistka)
Janina Lewandowska, z domu Najsarek (ur. 15 stycznia 1936 w Sanoku, zm. 4 września 2023) – polska polonistka, pracowniczka instytucji kultury i działaczka kulturalna związana z Sanokiem.

## Życiorys
Urodziła się 15 stycznia 1936 w Sanoku jako córka Stanisława Najsarka (1903–1988, urzędnik skarbowy) i Marii z domu Szymańskiej (1913–1988). W 1954 zdała egzamin dojrzałości w II Liceum Ogólnokształcącym w Sanoku. Od 1954 do 1958 studiowała polonistykę na Uniwersytecie Wrocławskim. Po uzyskaniu wykształcenia pracowała w szkole podstawowej w Poznaniu.
Po powrocie do Sanoka początkowo przez osiem lat pracowała w Muzeum Historycznym w Sanoku w dziale oświatowym, odpowiadając za bibiotekę repertuarową, spektakle poetyckie, nauczanie recytacji, a od 1968 do 1970 kierowała placówką. Stamtąd przeszła do pracy w Powiatowym Domu Kultury w Sanoku, działającym w budynku przy ul. Adama Mickiewicza 24. Była tam zatrudniona na stanowisku instruktora ds. poradnictwa repertuarowego, działając m.in. przy wsparciu działalności kulturalnej w okolicach Sanoka. W PDK organizowała też wystawy spotkania z poezją, występowała w Teatrze Żywego Słowa. Później była zatrudniona w powołanym w 1973 Sanockim Domu Kultury, którym kierowała w latach 1975–1976 i 1981–1982. W SDK pracowała jako instruktor (recytacji), współprowadziła Dziecięcy Teatrzyk „Skrzat”, od 1980 pracowała na posadzie starszego instruktora kulturalno-wychowawczego oraz kierownika artystycznego, od tego roku prowadziła Zespół Recytatorski, a potem zainicjowała powstanie Estrady Poetyckiej (zwanej też Teatr Małych Form). Została wybrana radną Rady Narodowej w Sanoku w kadencji 1968–1972 i zasiadła w Komisji Ochrony Porządku i Bezpieczeństwa Publicznego, a w 1972 wybrana do składu Komisji Oświaty i Kultury. W trakcie kolejnej kadencji MRN objęła mandat radnej po zrzeczeniu się przez inną osobę. W trwającej od 1988 kadencji MRN we wrześniu tego roku została powołana do składu Komisji Oświaty i Kultury jako osoba nie sprawująca mandatu radnego. W 1995 została kierowniczką Klubu Seniora w Osiedlowym Domu Kultury „Puchatek” w Sanoku. Przed 2003 odeszła na emeryturę.
Od lat udziela się jako organizatorka, członkini jury i przewodnicząca komisji w konkursach literackich i recytatorskich. Zasiadała w jury IV edycji konkursu Ziemia rodzinna Grzegorza z Sanoka w literaturze, w którym I nagrodę otrzymał wówczas nieznany jeszcze szerzej jako poeta Janusz Szuber. Propagowała także literaturę innego sanockiego literata, Mariana Pankowskiego i zasiadła w redakcji wydawanego od 1998 periodyku „Acta Pancoviana”. Wraz z Januszem Szuberem była fundatorką tablicy upamiętniającej Mariana Pankowskiego, ustanowionej w 2017 na  gmachu Miejskiej Biblioteki Publicznej w Sanoku.
Wyróżniona Nagrodą Miasta Sanoka za rok 1999 w dziedzinie kultury i sztuki za całokształt twórczości artystycznej. W 2009 otrzymała odznakę „Przyjaciel Dziecka”.

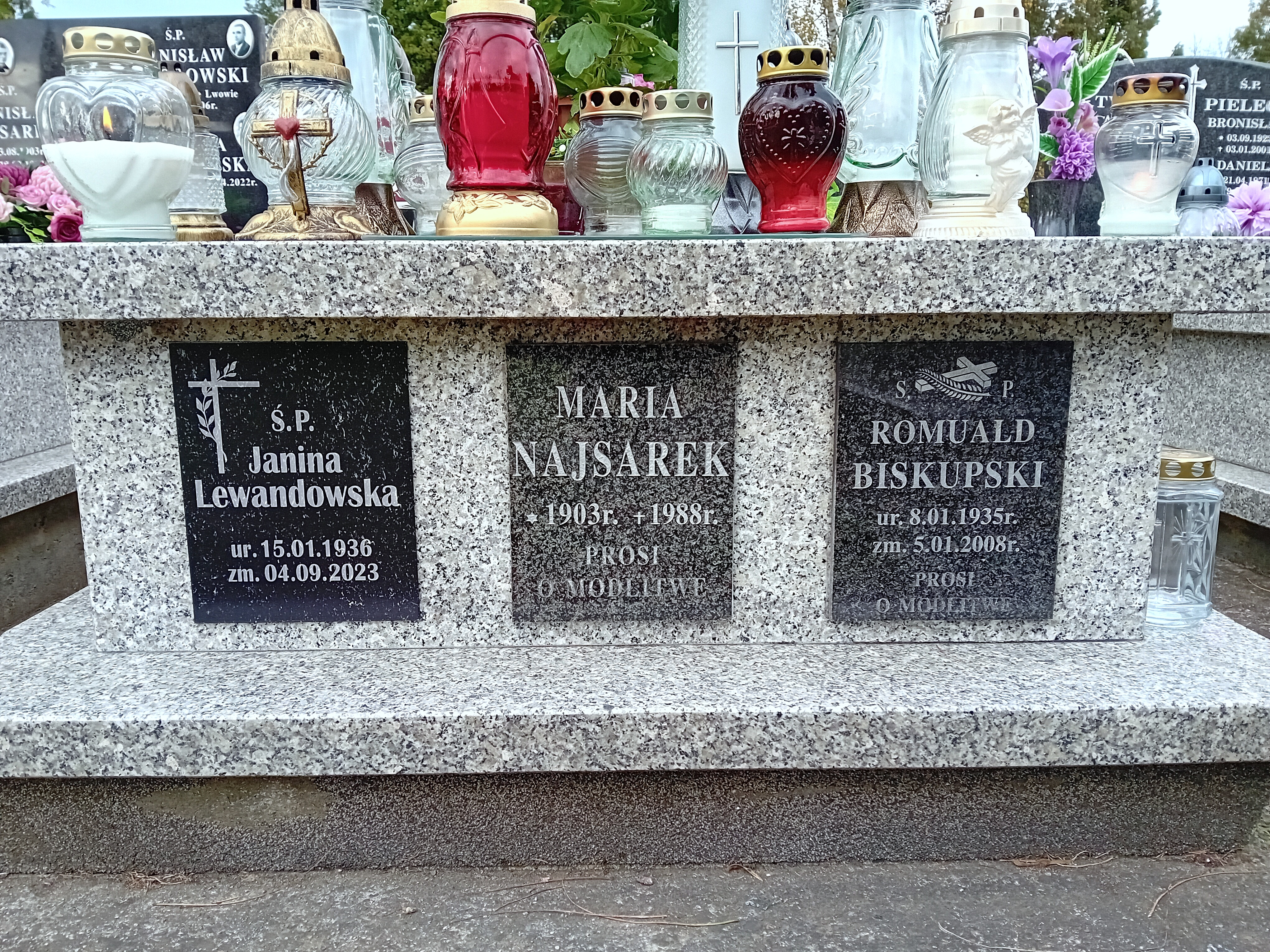
Grobowiec rodzinny Janiny Lewandowskiej

Prywatnie była związana z Romualdem Biskupskim (1935–2008, badacz sztuki, znawca malarstwa ikonowego i sztuki cerkiewnej).
Poeta Janusz Szuber swój tomik poezji pt. Gorzkie prowincje z 1996 zadedykował „Jance Lewandowskiej”. Sanoczanka Barbara Bandurka napisała wiersz Bruksela, zadedykowany Janinie Lewandowskiej, opublikowany w jej tomiku poezji pt. Zieleń Veronese’a z 2005.

## Publikacje
- Działalność oświatowa i naukowa w: Muzeum Historyczne w Sanoku – Informator (1968)[47]
- Sympozjum poświęcone ikonom w Muzeum Historycznym w Sanoku w: „Materiały Muzeum Budownictwa Ludowego w Sanoku” (nr 5 / 1967)[48]
- „Są takie szuflady. Raz na sto lat...” w: „Zeszyty Archiwum Ziemi Sanockiej” (Nr 3: Jubileusz Janusza Szubera / 2003)[49]